# Friedhelm Wentzke
Friedhelm Wentzke (Castrop-Rauxel 13 september 1935) is een Duits kanovaarder. 
Wentzke won tijdens de Olympische Zomerspelen 1960 de gouden medaille in de K-1 4x500 meter, dit onderdeel stond alleen in Rome op het olympische programma. Daarnaast was het de enige olympische gouden teammedaille behaald door het Duits eenheidsteam op de Olympische Spelen waarbij het aantal Oost-Duitse en West-Duitse in evenwicht was. 
In 1964 won Wentzke de olympische zilveren medaille in de K-4 1000 meter.

## Belangrijkste resultaten

### Olympische Zomerspelen
| Editie | Plaats | Resultaten |
| ------ | ------ | ---------- |
| 1960   | Rome   | K-1 4x500m |
| 1964   | Tokio  | K-4 1000m  |

1960: Dieter Krause & Paul Lange & Günter Perleberg & Friedhelm Wentzke